# Мельников, Павел Иванович (животновод)
Павел Иванович Мельников — советский хозяйственный, государственный и политический деятель.

## Биография
Родился в 1905 году в селе Елизаветовка. Член КПСС с 1928 года.
С 1923 года — на хозяйственной, общественной и политической работе. В 1923—1973 гг. — советский и партийный работник в Украинской ССР, сельскохозяйственный работник в Киргизской ССР, участник Великой Отечественной войны, командир батальона 571-го стрелкового полка 317-й стрелковой дивизии, командир 151-го стрелкового полка 8-й Ямпольской стрелковой дивизии, директор племенного совхоза имени Ильича Киргизской ССР. 
За выведение новой породы крупного рогатого скота «Алатаусская» был в составе коллектива удостоен Сталинской премии в области сельского хозяйства 2-й степени 1951 года. 
Умер в 1978 году.